# Надскупчення Гідри-Центавра

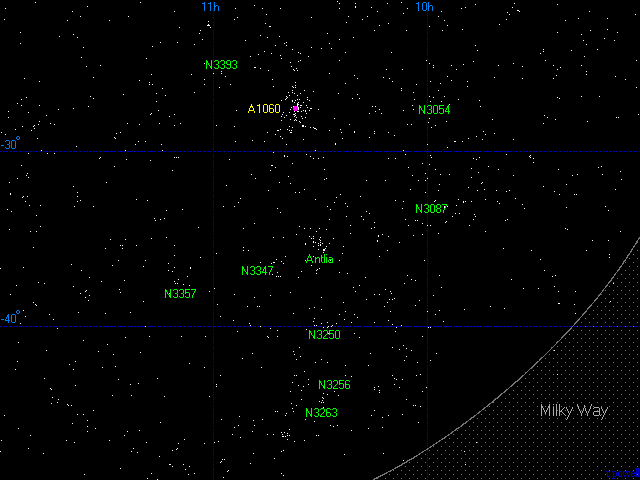
Область надскупчення Гідри

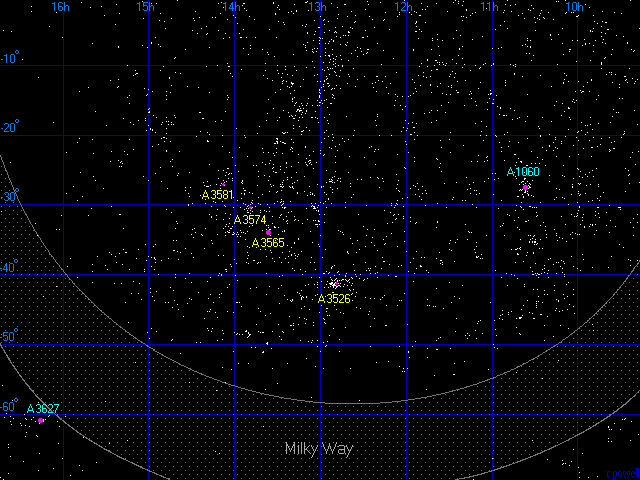
Область надскупчення Центавра

Надскупчення Гідри—Центавра (SCl 128) — надскупчення галактик, що ймовірно входить до Ланіакеї і є найближчим надскупченням до надскупчення Діви.
Надскупчення складається з двох частин, що іноді згадують як окремі:
- Надскупчення Гідри
- Надскупчення Центавра

## Склад
Надскупчення включає чотири великих скупчення галактик з області Центавра
- Скупчення Центавра
- Abell 3565
- Abell 3574
- Abell 3581

і два з області Гідри:
- Скупчення Гідри
- Скупчення Косинця

Крім великих скупчень, що перебувають на відстані від 150 до 200 мільйонів світлових років, до скупчення відносять також кілька дрібніших.
Поряд із цим надскупченням лежить Великий атрактор, із центром у скупченні Косинця. Це масивне скупчення галактик має великий гравітаційний вплив, внаслідок чого вся матерія в межах 50 Мпк рухається в напрямку скупчення Косинця зі швидкістю 600 км/с.

## Ланіакея
Висунуто гіпотезу, що надскупчення Центавра (Гідри-Центавра) є лише частиною більшого надскупчення Ланіакея, центром якого є Великий атрактор. Це надскупчення включало б надскупчення Діви, а отже, і Чумацький Шлях разом із Землею.